# 밀레니엄 제2부: 불을 가지고 노는 소녀
《밀레니엄 제2부: 불을 가지고 노는 소녀》(스웨덴어: Flickan som lekte med elden)는 2009년 공개된 스웨덴의 스릴러 영화이다. 스티그 라르손의 소설 《불을 가지고 노는 소녀》를 원작으로 한다.

## 출연

### 주연
- 미카엘 니크비스트
- 누미 라파스

### 조연
- 소피아 레다프
- 레나 엔드리
- 게오르기 스타이코프
- 믹키 스프레이츠
- 페르 오스카르손
- 타냐 로렌트즌
- 페테르 안데르손
- 미칼리스 코초기안나키스
- 파올로 로베르토
- 아니카 할린
- 앤더스 알봄
- 스벤 알스트롬
- 니클라스 휼스트롬
- 야콥 에릭손
- 랠프 카를손
- 매그너스 크레퍼
- 요한 키렌
- 요르겐 버타게

## 기타
- 원작자: 스티그 라르손
- 프로듀서: 존 만켈
- 협력프로듀서: 제니 길버트슨
- 의상: 실라 로비
- 배역: 터스 란데